# Enrique Álvarez (escritor)
Enrique Álvarez Fernández  (León, 1954) es un escritor, articulista y crítico literario español, caracterizado por su pensamiento católico y sus ideas conservadoras.

## Estudios y vida laboral
Criado en la Comarca de Babia (León), estudió Derecho, primero en la Universidad de Oviedo y luego en la Complutense de Madrid, por cuya universidad se licenció. En 1978 consiguió el puesto de funcionario técnico del Ayuntamiento de Santander, ciudad en la que se instaló. En 1987 fue nombrado Jefe del Servicio de Cultura de ayuntamiento santanderino. Se jubiló en 2020.

## Trayectoria literaria
Como reacción a la literatura comprometida entonces en boga en España, fundó un movimiento literario llamado Yeldo, de fugaz existencia. En 1977 se encargó de la sección de artes y literatura del Diario de León, donde defendió sus presupuestos estéticos conservadores. 
Sus primeros libros los publicó cuando ya estaba establecido en Cantabria. Se trató de dos libros de cuentos: Trece narraciones fantásticas (1981) y Prosa fanática (1983). En El Diario Montañés ha publicado durante años artículos de opinión y críticas literarias, recopilados en el libro Un Dios no del todo cruel (2017).
Escribió su primera novela El rostro oculto entre 1984 y 1987, pero esta no fue publicada hasta 1994. Ambientada en su ciudad natal, León, es un excepcional retrato de la burguesía provinciana española. Antes, había publicado su segunda novela, El sueño de la ahogada (1990), de tono lírico. En 1995 ganó el Premio Ciudad de Barbastro con Hipótesis sobre Verónica, que trata sobre el caso de una mujer poseída por el demonio.
El ángel cae (2004) supuso su retorno a los cuentos. Una antología de su obra breve se publicó en 2006, en la editorial Menoscuarto, bajo el título El trino del diablo. En 2010 publicó La risa de la Virgen, una novela sobre las apariciones de Garabandal. En 2016 volvió a publicar un libro de cuentos: Soñar en serio.
El 2022 publicó Marta, Marta (La Discreta), sobre un obispo de finales del siglo XX que abandona su diócesis por haber perdido la fe.

## Premios
Sus novelas cortas y cuentos han obtenido diversos galardones: Emilio Hurtado, Ciudad de Barbastro, Ciudad de La Laguna, Ciudad de San Sebastián. 

## Polémica
En agosto de 2017, en las fechas de los atentados de Cataluña de 2017, publicó un artículo de opinión en El Diario Montañés que fue también reproducido en otros medios y que tuvo repercusión nacional al ser tildado de islamófobo, ya que afirmaba, entre otras cosas, que "el Islam es una religión mala y perversa", y por el que se solicitó la dimisión de Álvarez como jefe de cultura del Ayuntamiento, pretensión que rechazó el pleno. Juan Manuel de Prada criticó el tratamiento de los medios a Álvarez.

### Novela
- El sueño de la ahogada (1990).
- El rostro oculto (1994).
- Garabandal, la risa de la Virgen (2010).
- Soñar en serio (2016).
- Marta, Marta (2020).[3]

### Cuentos
- Trece narraciones fantásticas (1981).
- Prosa fanática (1983).
- El ángel cae (2004).
- Soñar en serio (2016).

### Opinión
- Un Dios no del todo cruel.\ (2017).